# Apolonia Fijałkowska
Joanna Apolonia Fijałkowska (ur. w 1842 w Barczkowie, zm. 12 grudnia 1926 we Lwowie) – uczestniczka powstania styczniowego.

## Życiorys
Pochodziła z katolickiej rodziny Grzywińskich. Przed powstaniem mieszkała z rodzicami. Wyszła za mąż za administratora dóbr obszarniczych.
Do oddziału powstańczego Czachowskiego, zorganizowanego w Przemyślu jako część 5 kompanii II batalionu dowodzonego przez mjr. Leszka Dąbczańskiego, dołączyła 17 lutego 1863. Występowała w męskim przebraniu, podając się za syna męża, który również dołączył do partii. Używała imienia Stanisław. Jeździła konno i celnie strzelała. W stopniu szeregowego brała udział w walkach pod Suszkami, Ciosmami, Potokiem, nad Brenicą, nad Tanwią i Hutą Krzeszowską. Po ostatnim starciu wraz z niewielkim oddziałem przeszła do Galicji. Tam została pochwycona przez Austriaków. Krótko później odbili ją Węgrzy, zawieźli do polskiego dworu i przebrali w strój kobiety. Planowała zaciągnąć się do oddziału gen. A. Jeziorańskiego, ale odmówiono jej ze względu na płeć. Przyjęto jej męża. Dołączyła wówczas do lwowskich „Klaudynek”. Po powstaniu była wdową, więc mąż prawdopodobnie zginął w walkach.
Została pochowana na Cmentarzu Łyczakowskim.